# Don't Leave Me
《Don't Leave Me》는 대한민국의 보이 그룹 방탄소년단의 리패키지 음반 Face Yourself의 싱글이다. 간사이 TV의 드라마《시그널 장기 미제 사건 수사반》의 주제가에 기용되었다.

## 차트
| 차트 (2018) | 최고순위 |
| ----------- | -------- |
| 프랑스      | 91       |
| 일본        | 18       |
| 일본        | 21       |
| 대한민국    | 49       |
| 미국        | 1        |